# 国鉄EF62形電気機関車
国鉄EF62形電気機関車（こくてつEF62がたでんききかんしゃ）は、日本国有鉄道（国鉄）が設計した直流用電気機関車である。

## 概要
国鉄の最急勾配路線であった信越本線の碓氷峠越え区間に直通する列車の牽引用に開発され、急勾配での運用に対応した特殊設計がなされた。
1962年（昭和37年）に先行試作車のEF62 1が完成し、その後1963年（昭和38年）から1969年（昭和44年）にかけて量産車53両が製造された。

### 登場の背景
信越本線横川 - 軽井沢間の碓氷峠区間は、最大66.7‰という日本の幹線鉄道としては並外れた急勾配を控える難所であった。通常の機関車の場合、登坂では空転や立ち往生、降坂では滑走や暴走の恐れから官設鉄道として開業した明治時代から、補助レール（ラックレール）に機関車の歯車を噛み合わせて昇降するアプト式とされた。このため碓氷峠区間はいち早く電化されて1912年（明治45年）には機関車が導入されたが、長らく単線のまま過密ダイヤを強いられてきた。
- 1960年代初頭の時点で、碓氷峠区間はアプト式機関車ED42（1933年 - 1947年製造）を投入していたが、アプト式時代の電気設備（第三軌条方式・直流600V）の制約で1両わずか510kWの低出力だったED42を合計4両連結するも、通過できる列車は1列車わずか360tまでに限られる上に、極めて速度が低いため単線の過密ダイヤの中でこれ以上の増発は困難であった。

日本の経済成長が進展する中で、東京と長野県東信・北信を結ぶメインルートである信越本線の輸送力不足は非常に深刻な問題になっていた。

### 粘着運転への移行
碓氷峠区間を管轄する国鉄高崎鉄道管理局（現在：JR東日本高崎支社）は、1956年（昭和31年）にレポート「碓氷白書」を作成した。この白書では碓氷峠区間が輸送のボトルネックとなっており、アプト式鉄道の施設旧式化・老朽化も著しい実態が指摘され、アプト式の解消や複線化などの抜本的対策が早急に必要であることが訴えられた。
国鉄本社はこれに対応し、翌1957年（昭和32年）から同区間の改良策検討に取りかかり以下の2案の比較検討を行った。
- 急勾配の現在線に並行した「腹付け線増」で複線化
- 緩勾配（25 ‰）の迂回線建設

結果は費用や工事期間の制約から前者の現在線案が選択され、アプト式を廃止して通常レールの摩擦力のみによって走行する「粘着運転」化の上で牽引機関車を前後の区間から直通させる方針を計画した。
- このため碓氷峠区間を除いて非電化だった信越本線は、1962年に高崎 - 横川間、続いて1963年には軽井沢 - 長野間の電化が行われた。碓氷峠の電化方式も第三軌条方式600Vから、他で広く採用している架空電車線方式1500Vに変更することになり、直通の条件は整えられた。

粘着運転化にあたり特殊装備を多数搭載したEF63が開発されたが、同形式はあくまでも碓氷峠区間専用の補助機関車で、牽引力・ブレーキ力に重点を置いた特殊形式であり、信越本線の前後区間を直通できる本務機関車として開発されたのが本形式である。碓氷峠区間ではEF63の補助を受けて通過することを前提とした上で、降坂時には協調運転を可能な構造とした。

## 構造

### 車体
重連運転も考慮した結果、F級の新系列機関車としては初めての貫通式運転台を採用した。運転台窓はパノラミックウィンドウであり、先行するEF60・EF61同様にやや傾斜しているが、正面貫通扉を垂直に配置する関係で、幕板が庇状にやや突き出した体裁であり、窓回りに凹みが生じている。運転席正面ガラスにはデフロスタが取り付けられる。幕板両側に2灯のシールドビーム式前照灯が設置された。
軽量化のため、側梁を強化することで中梁を廃止し、側面裾部が車体両端部分より一段下がった形態である。
屋根部分には広範囲に繊維強化プラスチック（FRP）が採用された。それ以前にも屋根上の一部にFRPを用いた例はあったが、本形式ではほぼ屋根全域にわたってさらなる軽量化のためFRPが採用されている。また、成型色を明灰色として外光を透過させ、代わりに明かり窓の省略を狙ったともいわれる。一方、FRP製の屋根板では重量物であるパンタグラフを支えることができないため、左右の側板の間を鋼製の梁でつなぎ、その梁にパンタグラフを搭載する構造としている。
塗色は当初、茶色（ぶどう色2号）一色であったが、のち青15号を基調に前面腰部をクリーム1号とする直流機標準塗色となった。

### 走行機器
碓氷峠区間は特殊機関車であるEF63の大重量（軸重18t・総重量108t）を支えるために線路等級は1級線の規格に強化されているが、それ以外の信越本線は2級線の規格であり、通常運用される全動軸のF形機関車は軸重17t・総重量102t以内に制約される。また、本形式の開発において、各種粘着試験の結果から総重量を92 tとすることを目標としたため、各部分の軽量化に特段の配慮がなされた。
機器は協調運転を考慮し、EF63と共通のものとなっている。電動カム軸制御の自動進段式抵抗制御器（CS16）による抵抗制御方式でバーニア制御器（CS17）も装備している。ノッチを細分化することでトルク変動を小さくし、空転防止に寄与している。また下り坂での安定したブレーキ力確保のため発電ブレーキも装備した。また、転換制御器も電動カム軸制御方式 （CS18）となっている。
本形式は、国鉄の機関車としては初めて電動カム軸制御器を本格採用したといえる存在である。
- 国鉄は1920年代に、イギリスのイングリッシュ・エレクトリック（デッカー）製機関車を多数輸入し、その搭載する電動カム軸制御器のトラブル多発に悩まされた経験から、機関車の制御器は、アメリカのウェスティングハウス・エレクトリックの流れを汲む、シンプルな「単位スイッチ制御器」に徹してきた。しかし、単位スイッチ式は大きなスペースを必要とすること、カム軸制御の方がコンパクトで、多段化や自動加速化に適していること、機器の信頼性が向上したことなどから、本形式でついにカム軸制御へと回帰したものである。
- 自動進段の電動カム軸制御器でバーニア制御付の仕様は、その後のEF64・EF65にも引き継がれ、国鉄直流機関車における一般的な技術となった。

主抵抗器は、66.7‰もの急勾配における起動抵抗や制動中の負荷抵抗が膨大なものであることから、冷却効果の高い専用のものを開発している。さらに、強制通風式とすることで小型化を図っている。
重連運転時の総括制御ならびにEF63との協調運転に対応するため先行試作車ならびに1次量産車ではKE63形、2次量産車ではKE77A形のジャンパ連結器2基ならびに元空気ダメ管・釣り合い管を装備する。
興味深い点として、主電動機として搭載されたMT52系直流直巻電動機 (定格出力425 kW) 、歯車比1:4.44としたスペックは、EF63と共通である。これは協調運転を考慮した結果であり、両形式は重量と機器類の差によって全く異なった性能の機関車となった。駆動装置は吊り掛け式である。

#### 3軸台車

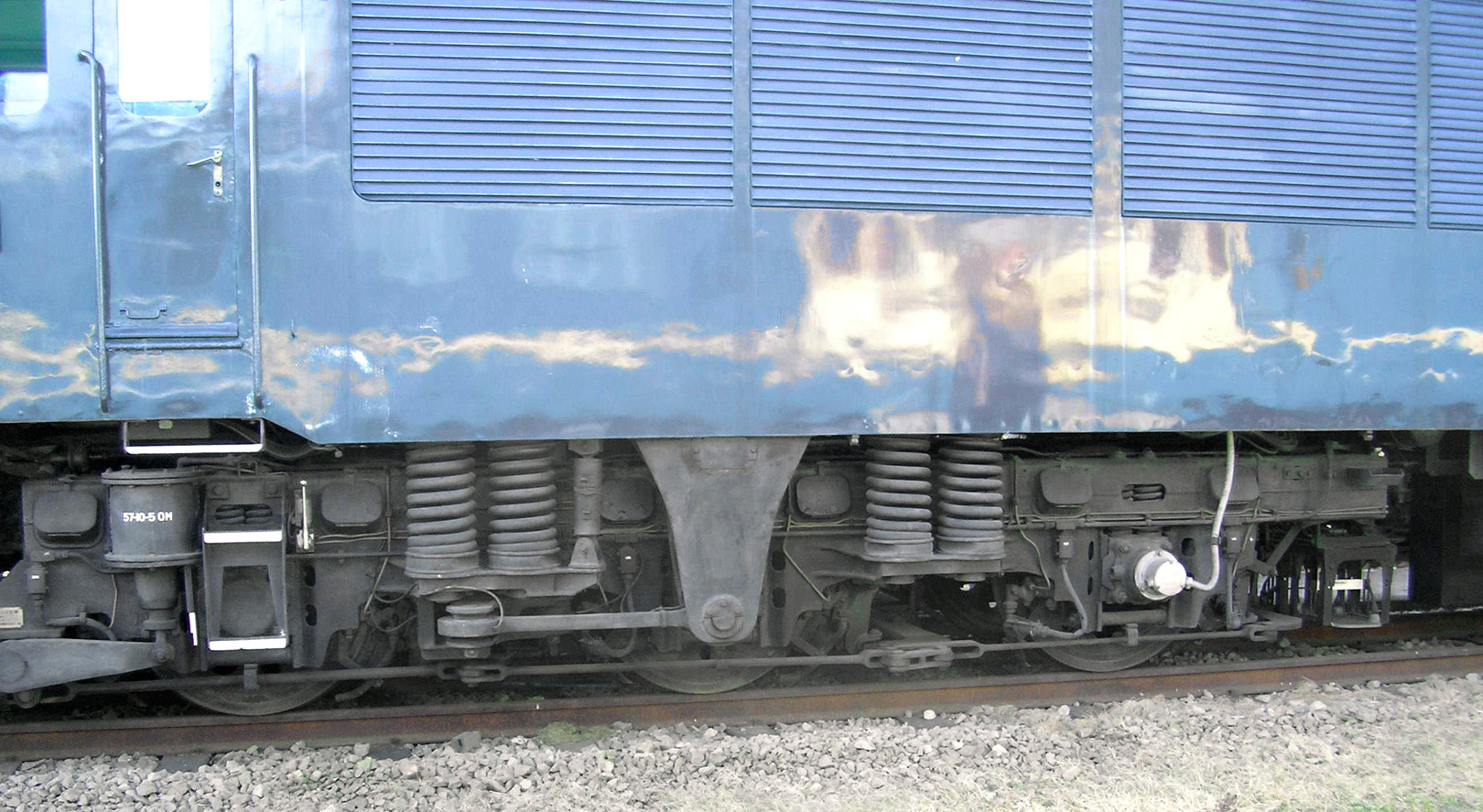
DT124形台車
車体側面の裾下がり

国鉄の1960年代以降の機関車としては異例な3軸ボギー台車（DT124）を採用し、Co-Co軸配置とした。軽量化と輪重移動の抑制に重点が置かれ、台車を軽量化するために3軸台車を採用し、軸重16tに対応させた。横圧を軽減させるために輪軸を6mm - 25mm横動できるようになっている。
- 国鉄は1923年 - 1926年にイギリス・アメリカから輸入したEF50・EF51に倣って、1928年に開発のEF52以来、F形（動軸6軸）の大型電気機関車については、長大な台車枠に動軸3軸ずつをセットにして配置していた[注 7]。しかしこの構造は重量増加や構造の複雑化など難点も多く、戦後になって国鉄は抜本的な改良を図った。
- 機関車用の大型2軸ボギー台車が1954年（昭和29年）のEH10で実用化され、続いて1957年（昭和32年）に製造されたDF50では、重量の大きい発電機の搭載と亜幹線の軌道条件との狭間で中間台車の横動を許容する構造の採用により、2軸ボギー台車3組を用いた軽軸重のF形機関車が実現した。この「2軸ボギー台車3組のF形機関車」（Bo-Bo-Bo軸配置）という手法は、曲線通過性能を十分に満足する構造であったことから、1960年（昭和35年）のEF60で電気機関車の分野にも応用され、以後F級機関車および中間台車付のD級（4動軸）機関車も含め、国鉄ではスタンダードな手法となった。
- このような大勢にあってEF62が敢えてCo-Co軸配置を採用したのは、トータルの重量ではこちらの方が軽量に仕上がったからである。とはいえ、中間軸の横圧が大きく、曲線部で軌道への負担が大きくなる弊害は否定できず、EF60以降の「近代化型機関車」としては唯一の例となった[注 8]。

DT124形台車は、通常のセンターピンでは台車回転中心にある第2軸と干渉するという構造的な問題をクリアするため、台車回転中心部分の車体両側に設けられた車体足と台車を結ぶ引張棒ならびに台車第1軸と第2軸との間に置かれたリンク機構によって台車の回転許容と位置決めを行う仮想心皿方式を採用している。また、牽引力については、この引張棒と車体足を介して台車から車体に伝えられている。
また、軽量化と構造簡素化のために揺れ枕がないボルスタレス構造を採用するとともに従来の台車では台車枠に外付けされている砂箱が台車枠内に組み込まれるなど、各所に軽量化に対する様々な努力が払われているのが特徴である。

#### 軸重移動補償
EF63の特殊な台車構造による機械的軸重移動補償に対して、本形式では主電動機による電気的軸重移動補償が採用された。
力行中の軸重のアンバランスによる動輪の空転の発生を抑えるために、進行方向前方から見て
- 第1軸・第4軸：61%
- 第2軸・第5軸：78%
- 第3軸・第6軸：100%

となるように主電動機の電流を制限している。

#### 電動発電機
直流1500Vを単相交流1440Vに変換して使用する出力320kVAの電動発電機 (MG) を搭載し、これによって客車の電気暖房を可能とした。なおMG使用停止中に軸受け損傷を防止する観点からMGの軸受には平軸受が採用された。

#### 列車無線

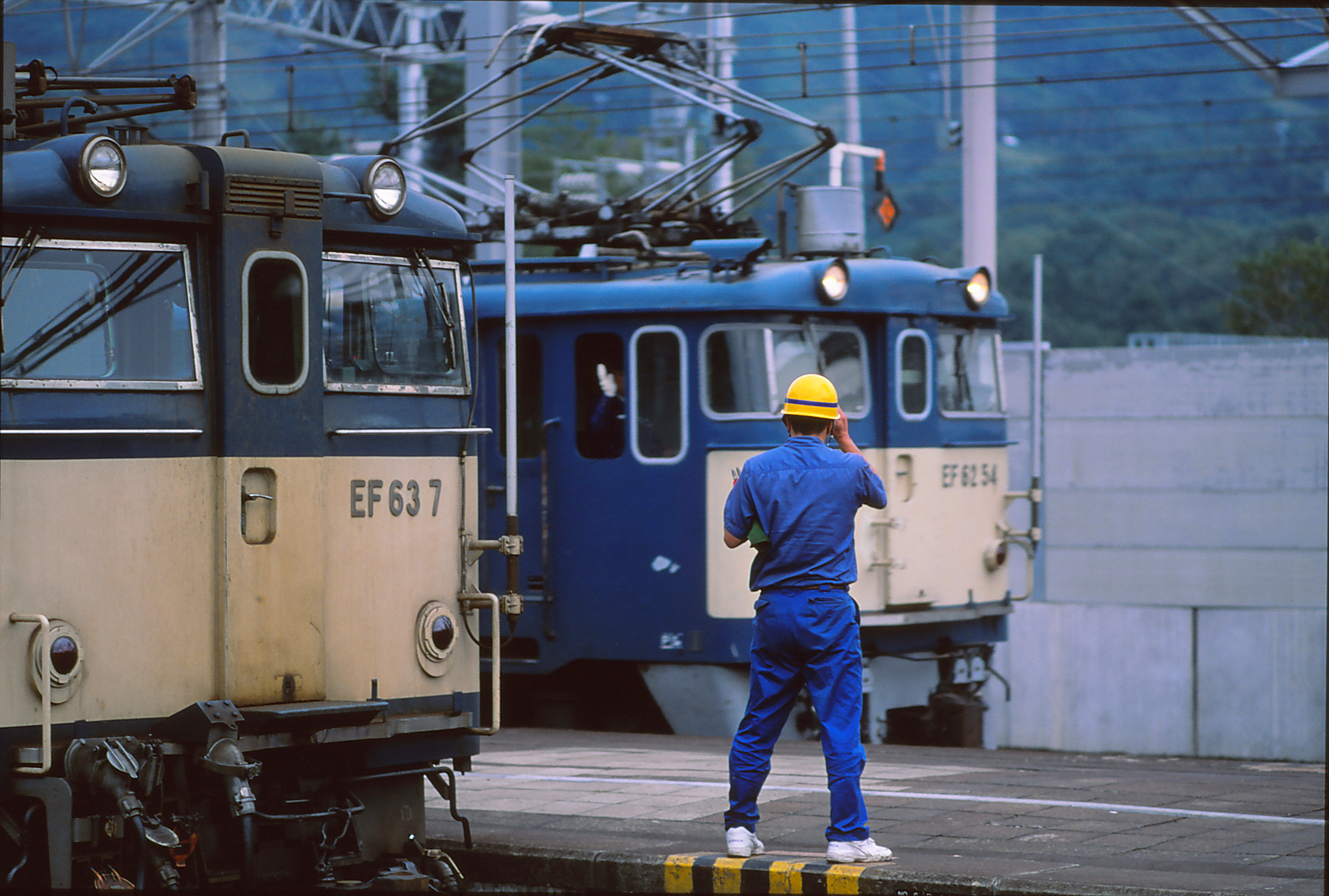
EF62 54（奥）とEF63 7
運転席側の白い棒状の物がコーリニアアレイアンテナ

EF63と協調運転を行う関係上、本形式には当初から150kHz帯の誘導無線が装備されていたが、この方式はトンネル区間を中心に雑音が問題となり、横川機関区や駅との連絡をも可能とするため本形式とEF63には1975年（昭和50年）から沿線に敷設した専用の漏洩同軸ケーブルを使うUHF400MHz帯の列車無線を装備、2エンド運転室側面と屋上にアンテナを設置した。この無線には1980年代に入り異常時に他列車への連絡を可能とする防護無線の機能を追加、1990年（平成2年）以降は山岳区間での通信を確実にするため、1エンド・2エンド双方の運転席前に通称C'アンテナと呼ばれる八木アンテナ製のコーリニアアレイアンテナが取り付けられた。また、碓氷峠以外の区間で用いる列車無線も1986年（昭和61年）以降順次取り付けられ、アンテナを運転室屋上に設置した。

## 次車別概説
メーカーは川崎車輛（現在：川崎車両）＋川崎電機製造（現在：富士電機）・汽車製造＋東洋電機製造・東芝の5社3グループである。

### 先行試作機

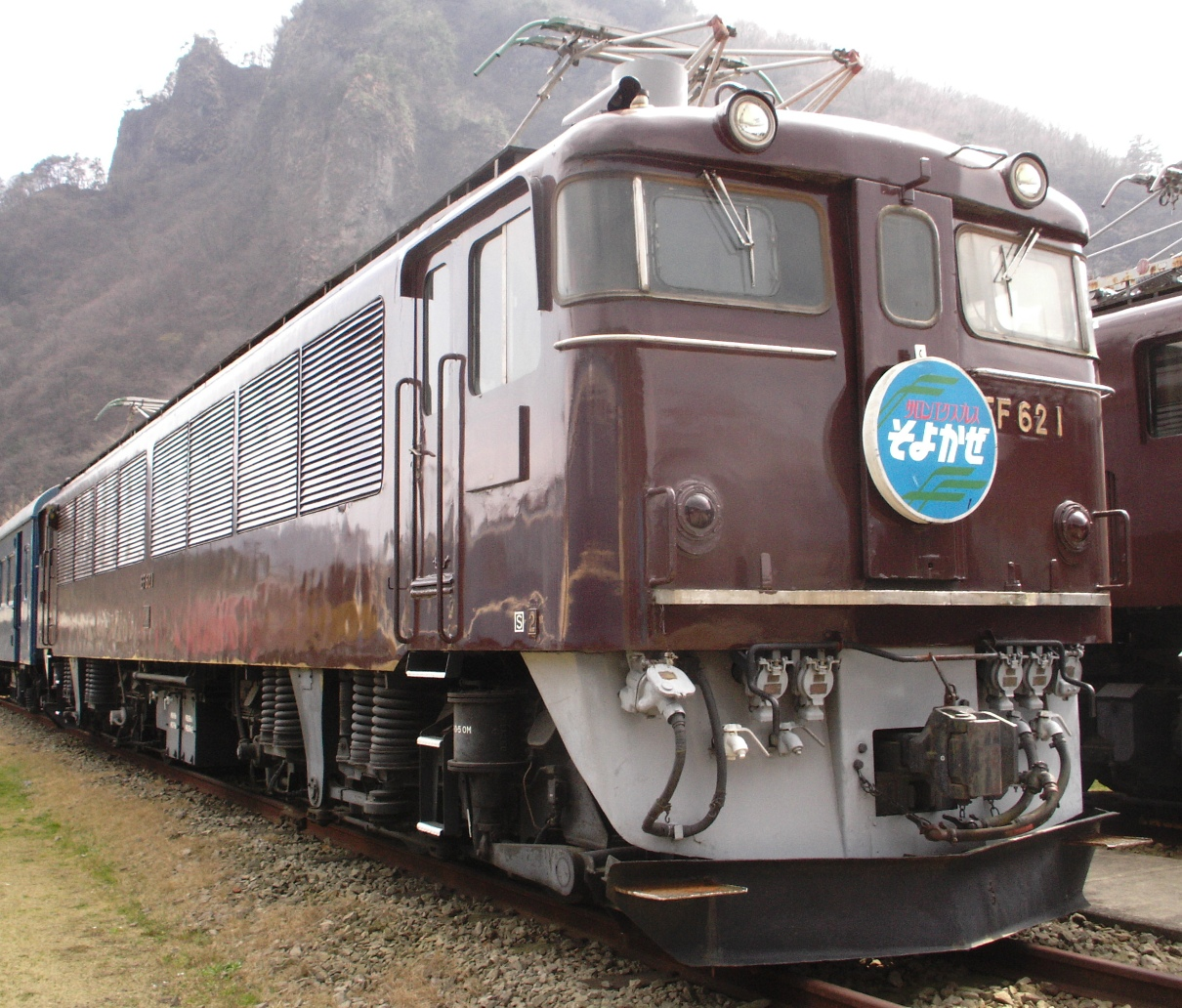
EF62 1
先行試作機

1962年（昭和37年）に川崎車輛・川崎電機製造で製造されたEF62 1が該当する。
- 側面の屋根肩部に明かり取りの窓が開いておらず、また側面エアーフィルターのルーバーは2枚1組・計8枚の横型で目が粗い。
- 徹底した軽量化対策の結果、重量は92.0tに抑えられていた。
- 1963年7月に大宮工場で施工された量産化改造では主要機器換装に加え、4tの死重追加により重量が量産機の96.0tに揃えられている。

### 1次量産機

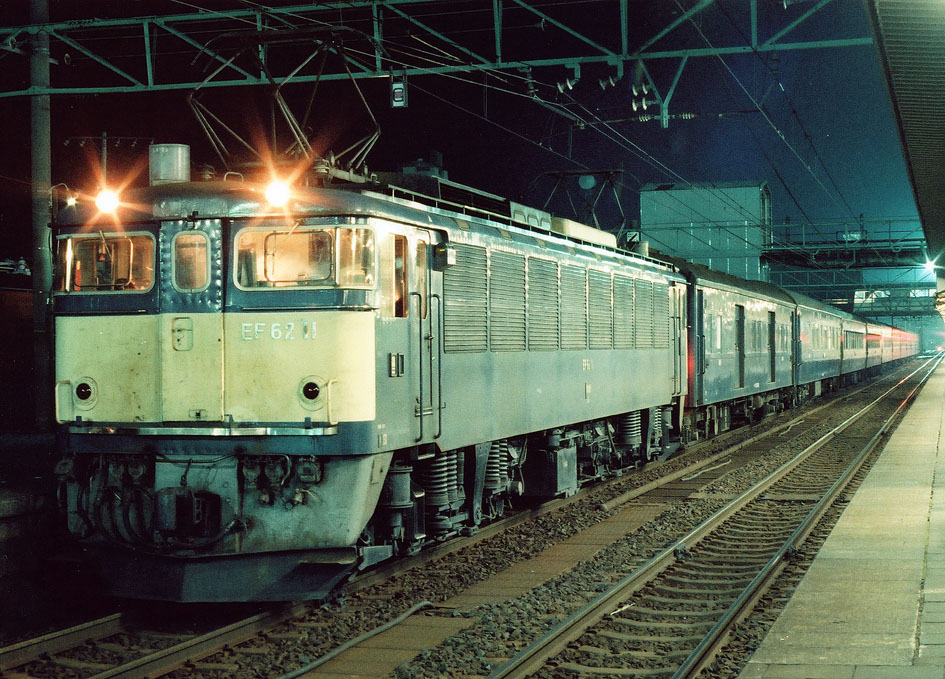
EF62 11
1次量産機

先行試作機の課題を踏まえ、1963年（昭和38年）に碓氷新線開業用および信越本線（軽井沢駅 - 長野駅間）電化開業用として製造された2 - 24が該当する。先行試作機からの変更点を以下に示す。
- 車内機器を前後逆に配置し、屋根上機器も配置逆転に加え放熱通風器を改良型としたことで車体全高が4,115mmから3,964mmへ減少。
- 前面窓上から屋根裾部にかけて水切り（ツララ切りを兼ねる）を追加。
- 車体側面ルーバーを2枚1組から1枚ずつ独立したタイプに変更。
- 屋根肩部には明かり取りの小窓を設置。
- 軸重を16tとし重量も96.0tに増加したため、粘着性能改善を目的に機械室内の機器枠強化と4tの死重を搭載。

### 2次量産機

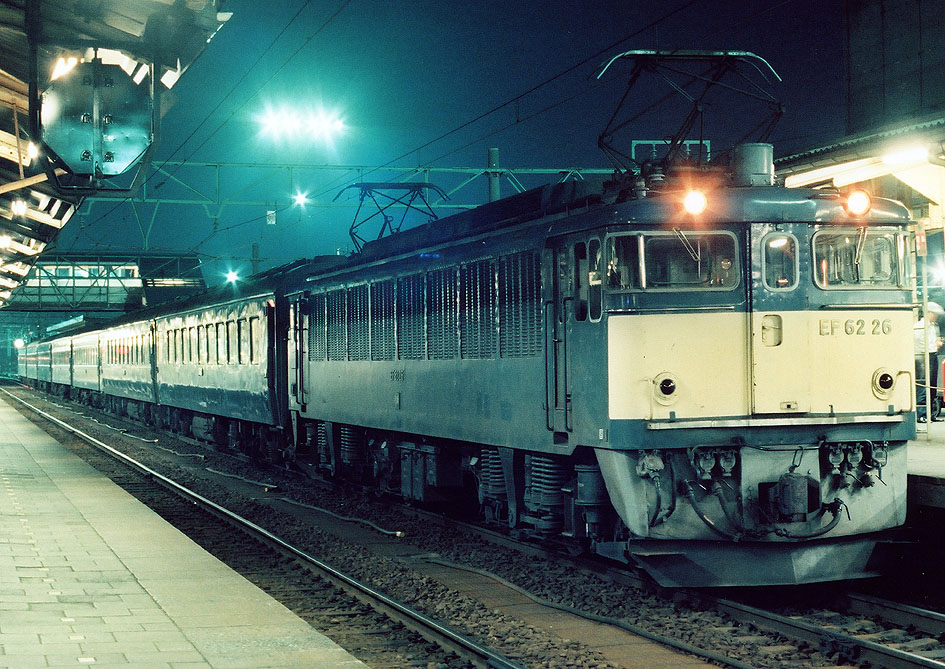
EF62 26
2次量産機

1964年（昭和39年）に製造された25・26が該当する。1次量産機からの変更点を以下に示す。
- 避雷器がカバー付きとされパンタグラフ前部中央に配置変更。
- 運転台側面窓をHゴム支持の固定窓と引き戸式の可動窓に分割。
- 車体裾の下方延長部を乗務員扉下面まで延長。
- 車体側面のルーバー形状をプレス成形による目の細かいパンチプレートに変更した。

### 3次量産機
1965年（昭和40年）に製造された27・28が該当する。
- 塗色を青15号に窓面窓下腰部を警戒色のクリーム1号とした新性能電機標準色に変更して落成した[12]。

### 4次量産機
1966年（昭和41年）に製造された29・30が該当する。
- 折畳式後部標識の廃止により尾灯を大型化、ならびに制御機器類を変更した。

### 5次量産機

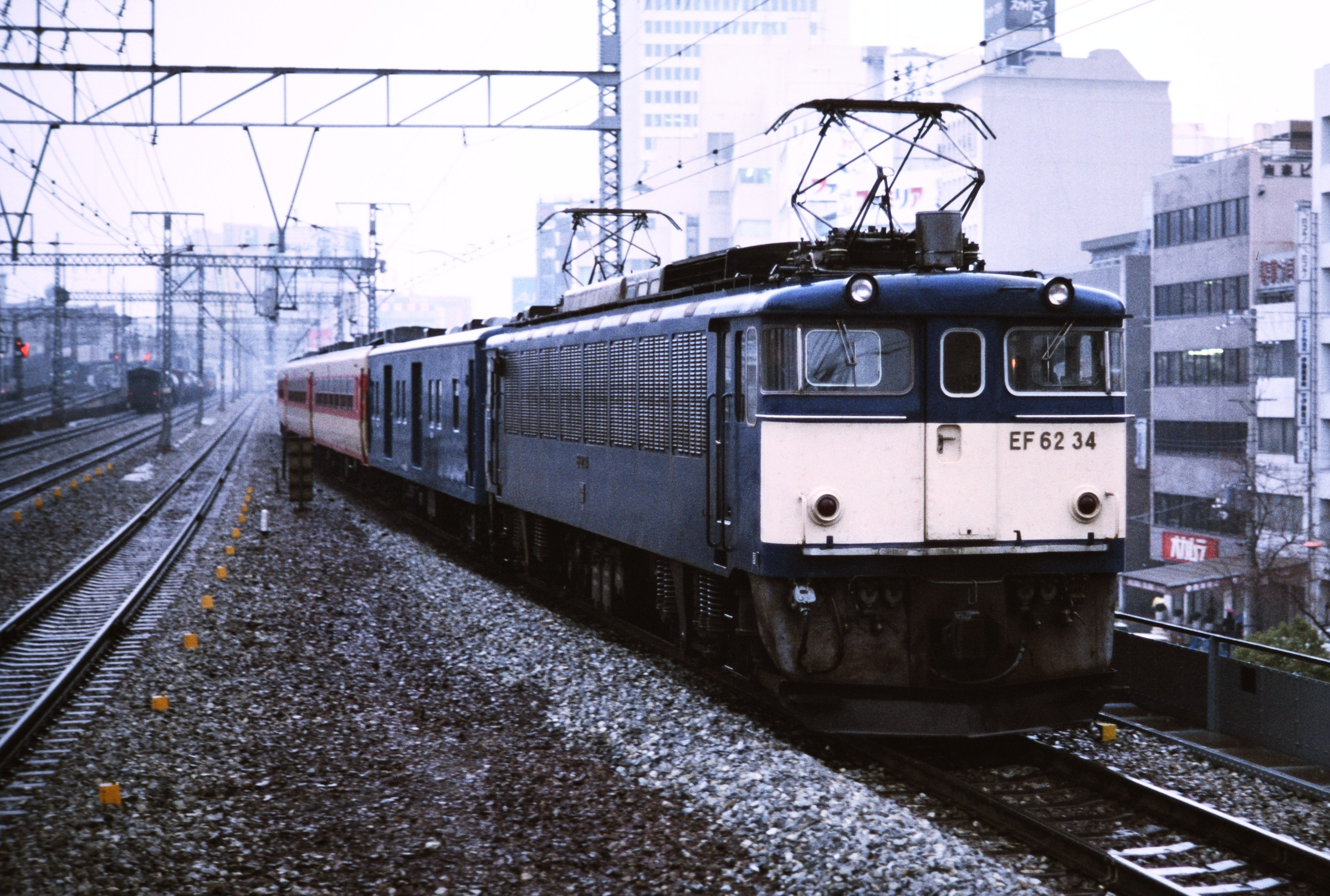
EF62 34
5次量産機

1966年（昭和41年）に製造された31 - 51が該当する。
- 同年8月の信越本線（長野駅 - 直江津駅間）電化開業用として増備。仕様は4次量産機と同一。

### 6次量産機
1967年（昭和42年）に製造された52が該当する。
- 仕様は4次量産機と同一。

### 7次量産機
1969年（昭和44年）に製造された53・54が該当する。
- 仕様は4次量産機と同一。最終増備車。

JR東日本に継承されたEF62 41・54は一時的にパンタグラフの片エンドを下枠交差型のPS22B形に交換したが、EF65 1052のPS17形に再度交換した。

## 運用

### 信越本線
碓氷峠の粘着運転移行に先立ち、本形式およびEF63各1両が1962年（昭和37年）に試作された。横川側の丸山信号場付近を複線化し1年間近くをかけて試験を行い、その結果は量産型にフィードバックされた。
1963年（昭和38年）初めから第1次量産型の製造が開始され、1963年7月 - 10月の碓氷峠粘着運転切り替えに伴って営業運転に投入された。
横川から軽井沢までの登坂はアプト式時代には42分を要したが、新線切り替えならびに1966年（昭和41年）の複線化後は客車で軽井沢方面行きの登坂列車が17分、横川方面行きの降坂列車が24分に短縮された。輸送定数も増加し、本形式1両で牽引する列車にEF63の2両で推進運転を行った場合で貨車なら400tまで牽引可能となった。
なお、当初は本形式とEF63の1両ずつ使用することで定数320tの貨車または最大実荷重360tの客車を、EF63の2両と本形式1両使用する場合は定数500tの貨車または最大実荷重550tの客車を牽引する予定であった。
当初は高崎第二機関区（現在：高崎機関区）・篠ノ井機関区（現在：塩尻機関区篠ノ井派出）に配置され、急行列車を含む客車・貨車で高崎 - 長野間が直通運転可能な運用がされた。1966年（昭和41年）の信越本線直江津電化では直江津駅まで、さらに1969年（昭和44年）の宮内電化では、新潟までの広域運用も行われたほか、1968年（昭和43年）10月のダイヤ改正からは高崎以南でも本格的に運用されることとなり、上野まで客車を牽引するようになった。
しかし1970年代に入ると、動力近代化計画によって急行「白山」の489系500番台特急格上げや信越本線客車普通列車も80系電車や115系電車への電車化が進展し、1982年（昭和57年）の上越新幹線開業ダイヤ改正では普通列車完全電車化により、客車牽引は夜行列車の「妙高」「越前」「能登」ならびに臨時列車のみとなり、本形式の運用は貨車牽引が主となった。

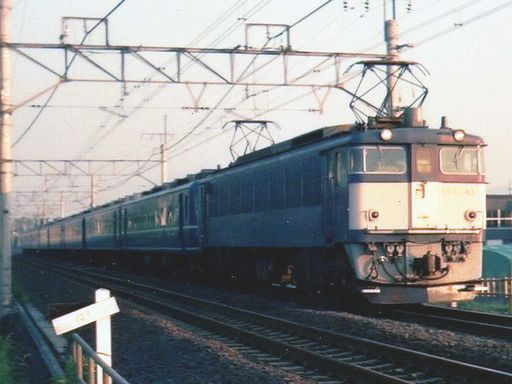
EF62 43「能登」

1975年（昭和50年）10月28日、EF63の2両と本形式2両の回送列車が軽井沢 - 横川間で速度超過による暴走脱線転覆事故を起こし、本形式は12・35が大破し初の廃車となった。原因はブレーキ故障と推測され、これ以降は更なる安全設備の強化が図られた。

### 碓氷峠越え貨物列車の廃止
碓氷峠越えは粘着運転への切替え後も貨車重量は400tに制限され、横川や軽井沢での編成分割・組替えが必要であった。このため関東 - 北陸間の貨車については、より輸送条件の良い上越線経由ルートが一般化した。
1984年（昭和59年）2月のダイヤ改正では対長野県向けの貨車も中央本線・篠ノ井線経由に統一され、碓氷峠越え区間を含む信越本線安中 - 小諸間は廃止された（その後国鉄分割民営化と相前後して小諸 - 田中間も廃止された）。これにより信越本線での貨車牽引にはEF65やEF64などの一般的な構造で速度も高い機関車が用いられ、特殊機の本形式は余剰化した。

### 国鉄末期の荷物列車運用
1980年代前半、東海道・山陽本線で荷物列車牽引に運用されていたEF58は老朽化が進み故障も多発し、代替機関車が必要となった。
荷物列車は乗務員用の暖房熱源供給が必要で、暖房用ボイラーか電気暖房用交流電源を必要とする。当時の国鉄直流機関車では、SG搭載のEF61では絶対数が不足するうえに駆動系統のトラブルも多いほか、SGから出た蒸気・水の影響による車体の老朽化も起こっており、東海道・山陽線主力車のEF65は暖房供給装置を搭載していないため冬期の運用に難があった。一部に電気暖房電源搭載車のあるEF64は運用線区の関係から余剰車がなかった。
当時の国鉄の財政状況では機関車の新製よりもEF81の進出で多数が休車となっていた交流機EF70を直流化改造し代替列車に充てる計画もあったが、碓氷峠での貨車廃止に伴い電気暖房用電源を搭載した本形式に廃車が発生することから、本形式が転用されることになった。この計画は1983年（昭和58年）秋に国鉄本社運転局から発表された。
当時の荷物列車の牽引にあたっていたEF58は、東京機関区・浜松機関区・米原機関区・宮原機関区に所属していた。1984年（昭和59年）2月1日ダイヤ改正では、荷物列車の受け持ちを下関運転所に移管し、運用の効率化を図るとともに本形式を下関に転属させてEF58を置換える計画であった。ただし、ダイヤ改正までは信越本線碓氷峠でも貨物運用があることや乗務員・検修の訓練が必要であることから、1984年3月28日の仕業までは下関に転属および貸し出されたEF58が代走することとなった。高崎第二機関区から下関には26両（EF62 4・13 - 34・36 - 38）が転入した。
乗務員・検修の訓練が終了し、1984年3月25日から順次本形式は運用入りとなり、3月29日までにEF58を完全に置換え、汐留 - 下関間の荷物列車運用に投入された。運用開始直後はほぼ信越本線運用時のままで使用されたが、荷物列車の入換を行う際に支障となる電気暖房用KE3形ジャンパ連結器の移設などの小改造が1984年9月から順次行われた。山岳路線での牽引力重視設計で、定格速度が39.0km/h（全界磁）に設定された低速機であったため、平坦区間主体の東海道・山陽本線での運用では高速・高負荷運転による主電動機のフラッシュオーバーが発生するも、対応策を取ることによりそれほど大きな問題にはならなかった。東海道・山陽本線の臨時列車牽引にも荷物列車運用の間合いを生かして本形式が充当されることとなり、当時の団体臨時列車に多用された12系客車・14系客車・20系客車の他、スロ81系お座敷客車や国鉄末期に改造の相次いだジョイフルトレインも多数牽引している。
転用からわずか3年も経過しない1986年（昭和61年）11月1日ダイヤ改正において、国鉄の荷物列車自体が廃止されることになったため、東海道・山陽本線に転じた本形式は余剰となった。急行「銀河」の米原 - 大阪間の牽引機に転用する案も浮上したが実現せず、これらの車両は1987年（昭和62年）4月の国鉄分割民営化までにすべて廃車された。また、信越本線でも1985年（昭和60年）以降夜行列車「妙高」の電車化と荷物列車廃止、貨車のさらなる削減が行われただけでなく、中央本線・篠ノ井線で運用されているEF64に余裕が生じたこともあって、篠ノ井機関区に所属していたグループも後述する田端運転所への転属車を除き、同時期に廃車となっている。

### 分割民営化後
国鉄分割民営化時には、本来の信越本線で運用されていたEF62 41・43・46・49・53・54の6両が東日本旅客鉄道（JR東日本）に継承され田端運転所配置とされた。
唯一の定期運用は夜行列車「能登」の牽引と間合い運用となる黒井 - 二本木間の貨物運用であり、その他は波動輸送に伴う碓氷峠を通過する臨時列車の牽引が主であった。

### 引退
「能登」の牽引と貨物の定期運用は1993年（平成5年）3月18日のダイヤ改正で489系電車に置換えられたことで消滅し、EF62 49・53が廃車になった。以後は波動輸送対応のみとなるが、北陸新幹線先行開業区間の建設工事では軽井沢へのレール輸送列車を牽引した記録がある。
最後まで稼働状態で残ったのはEF62 43・46・54の3両で、横川 - 軽井沢間廃止直前には同線の廃線を記念した臨時快速「さよなら碓氷峠号」「さよなら碓氷峠レインボー号（スーパーエクスプレスレインボーで運転）」「浪漫」「江戸」といったジョイフルトレインや旧型客車などの牽引に投入された。
1997年（平成9年）の碓氷峠区間廃止後には、EF63の廃車回送や年末には上越線でのイベント列車の牽引に投入されたが、観光列車の電車への置き換えなどによって1998年（平成10年）8月から順次廃車され、1999年（平成11年）1月4日付でEF62 54が廃車され本形式は廃形式となった。

## 保存機
| 画像 | 番号    | 所在地                                            | 備考                              |
| ---- | ------- | ------------------------------------------------- | --------------------------------- |
|      | EF62 1  | 群馬県安中市松井田町横川407-16 碓氷峠鉄道文化むら | 屋外保存。車体塗色はぶどう色2号。 |
|      | EF62 54 | 群馬県安中市松井田町横川407-16 碓氷峠鉄道文化むら | 屋内保存。                        |

| 画像 | 番号   | 所在地                                    | 備考                                  |
| ---- | ------ | ----------------------------------------- | ------------------------------------- |
|      | EF62 3 | 長野県長野市 JR東日本長野総合車両センター | 2019年（令和元年）9月17日以降に解体。 |